# Biblica
Бібліка (англ. Biblica), у минулому Міжнародне біблійне товариство (англ. International Bible Society або англ. IBS) було засновано в 1809 році та є всесвітнім власником авторських прав на Нову міжнародну версію Біблії (NIV), ліцензуючи комерційні права Зондерван у Сполучених Штатах і Ходдер і Стоутон у Сполученому Королівстві. Бібліка також є членом Міжнародного форуму біблійних агентств і місії Кожному племені, кожній нації.

## Історія організації
Бібліка була заснована 4 грудня 1809 року в Нью-Йорку як Нью-Йоркське Біблійне Товариство невеликою групою, до складу якої входили Генрі Ратґерс, Вільям Колгейт, Теодорус Ван Вайк і Томас Едді.  Тоді вона спонсорувала переклад Біблії Вільяма Кері в Індії.
Перше об'єднання Бібліки відбулося в 1819 році, коли вона об'єдналася з Нью-Йоркським Допоміжним Біблійним Товариством (англ. New York Auxiliary Bible Society). У 1974 році воно було названо в Нью-Йоркське Міжнародне Біблійне Товариство, у 1988 році — Міжнародне Біблійне Товариство (IBS). Організація переїхала в Колорадо-Спрінгз з Нью-Йорка в 1988 році і переїхала в своє поточне приміщення в 1989 році. Товариство об’єдналося з Living Bibles International у 1992 році. Потім, у 2007 році об’єднавшись з Міжнародним Біблійним Товариством (англ. International Bible Society або англ. IBS) та британською благодійною організацією Send the Light (STL), створило нову організацію під назвою IBS-STL. У 2009 році ця організація отримала назву Бібліка.

## Переклади

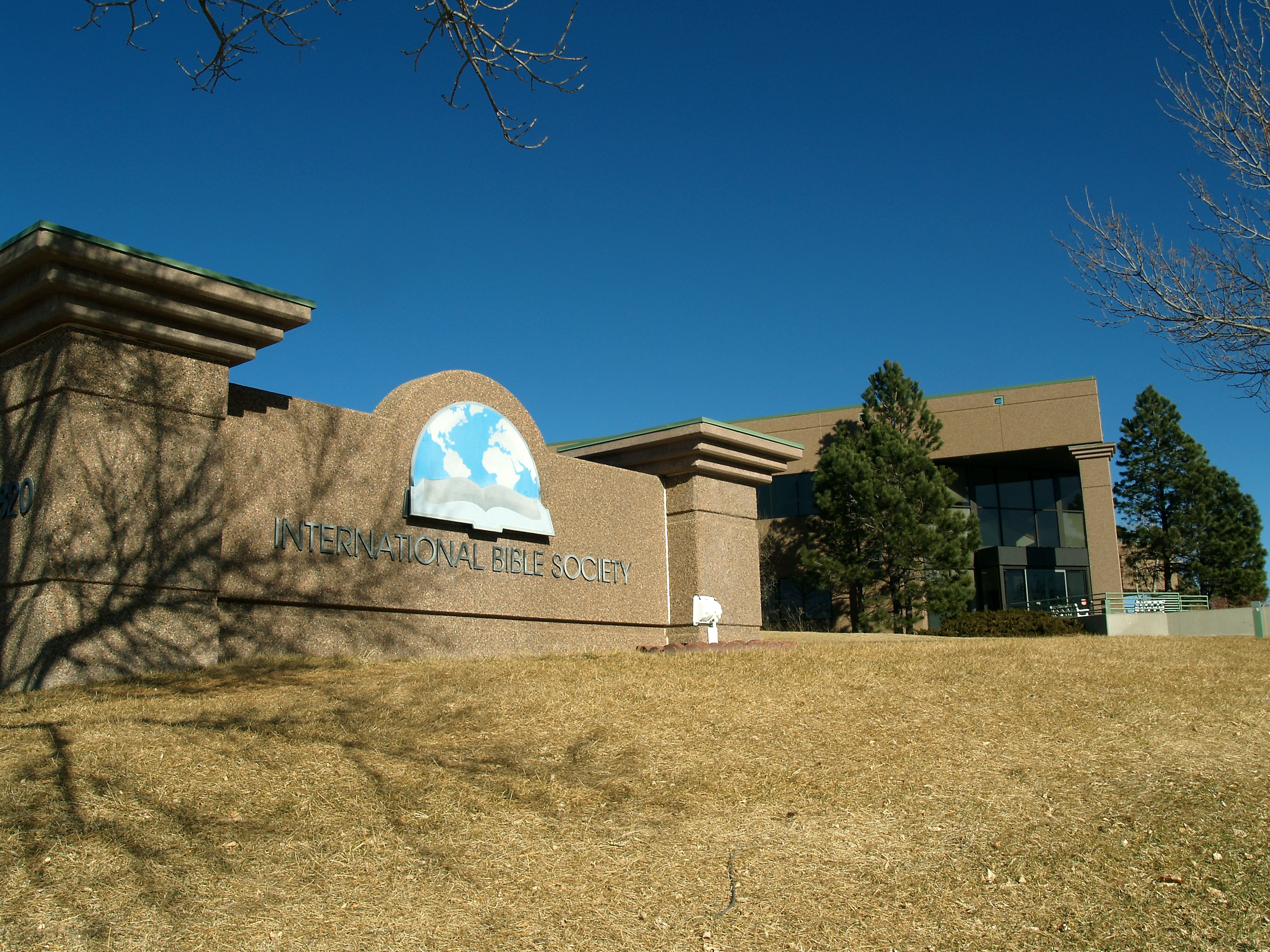
Штаб-квартира Міжнародного Біблійного Товариства в Колорадо-Спрінгс.

Робота в усьому світі розширилася в 1992 році після злиття з Living Bibles International, завдяки якому Бібліка розвинула своє глобальне служіння перекладу. У 1968 році «IBS-STL» погодилися фінансувати Комітет з перекладу Біблії (ТОС) в його роботі по створенню сучасного англійського перекладу Біблії, щоб забезпечити легкий для читання переклад. У 1973 році вони опублікували новий переклад Нового Завіту, що отримав назву Нова Міжнародна Версія. Витрати з перекладу були майже в два рази вище початкової оцінки. Щоб компенсувати витрати Міжнародне Біблійне Товариство (англ. IBS) продало свої будівлі в Нью-Йорку, і члени правління заклали свої будинки, для фінансування перекладу. Незважаючи на жертовний підхід з боку персоналу і пожертвування спонсорів, коштів не вистачало. У 1975 році велике Біблійне видавництво Zondervan погодилася фінансувати роботи, що залишилися, в обмін на комерційні права на продаж нового перекладу Біблії (англ. NIV). Роялті отримані IBS з NIV дозволив організації розширити свою присутність в усьому світі.
У 1978 році було опубліковано повний переклад Біблії англійською мовою — Нова Міжнародна Версія. Бібліка, можливо, найбільш відома своєю Новою Міжнародною Версією Біблії (англ. NIV), найбільш продаваним сучасним англійським перекладом. На сьогодні поширено понад 350 мільйонів примірників цього перекладу.
Бібліка виконала переклади на інші мови, окрім англійської. Організація випустила Нову Міжнародну Версію англійською мовою (англ. New International Version), іспанською (ісп. Nueva Versión International), німецькою (нім. Hoffnung für Alle). У 2022 році Бібліка опублікувала Новий Переклад Українською (укр. НПУ).
Бібліка бере участь у підтримці 40 перекладів Біблії на bibleserver.com